# Krabojad
Krabojad (Lobodon) – rodzaj ssaków z rodziny fokowatych (Phocidae).

## Zasięg występowania
Rodzaj obejmuje jeden żyjący współcześnie gatunek występujący w strefach okołobiegunowych Oceanu Południowego.

## Morfologia
Długość ciała samic 235,6 cm (SD ± 11,8 cm), samców 230,9 cm (SD ± 11,4 cm); masa ciała samic 206,5 kg (SD ± 22,6 kg), samców 198,7 kg (SD ± 16,9 kg); długość ciała noworodków 114 cm przy ciężarze około 36 kg.

## Systematyka
Rodzaj zdefiniował w 1844 roku angielski zoolog John Edward Gray w rozdziale dotyczącym fok z półkuli południowej w publikacji będącej relacją z ekspedycji brytyjskich okrętów HMS „Terror” i „Erebus” do Arktyki w latach 1839–1843. Na gatunek typowy Gray wyznaczył (oznaczenie monotypowe) krabojada foczego (L. carcinophaga).

### Etymologia
Lobodon: gr. λοβος lobos ‘płat’; οδους odous, οδοντος odontos ‘ząb’.

### Podział systematyczny
Do rodzaju należy jeden występujący współcześnie gatunek:
- Lobodon carcinophaga (Hombron & Jacquinot, 1842) – krabojad foczy

Opisano również gatunek wymarły:
- Lobodon vetus (Leidy, 1853)[10]